# Célula de Paneth

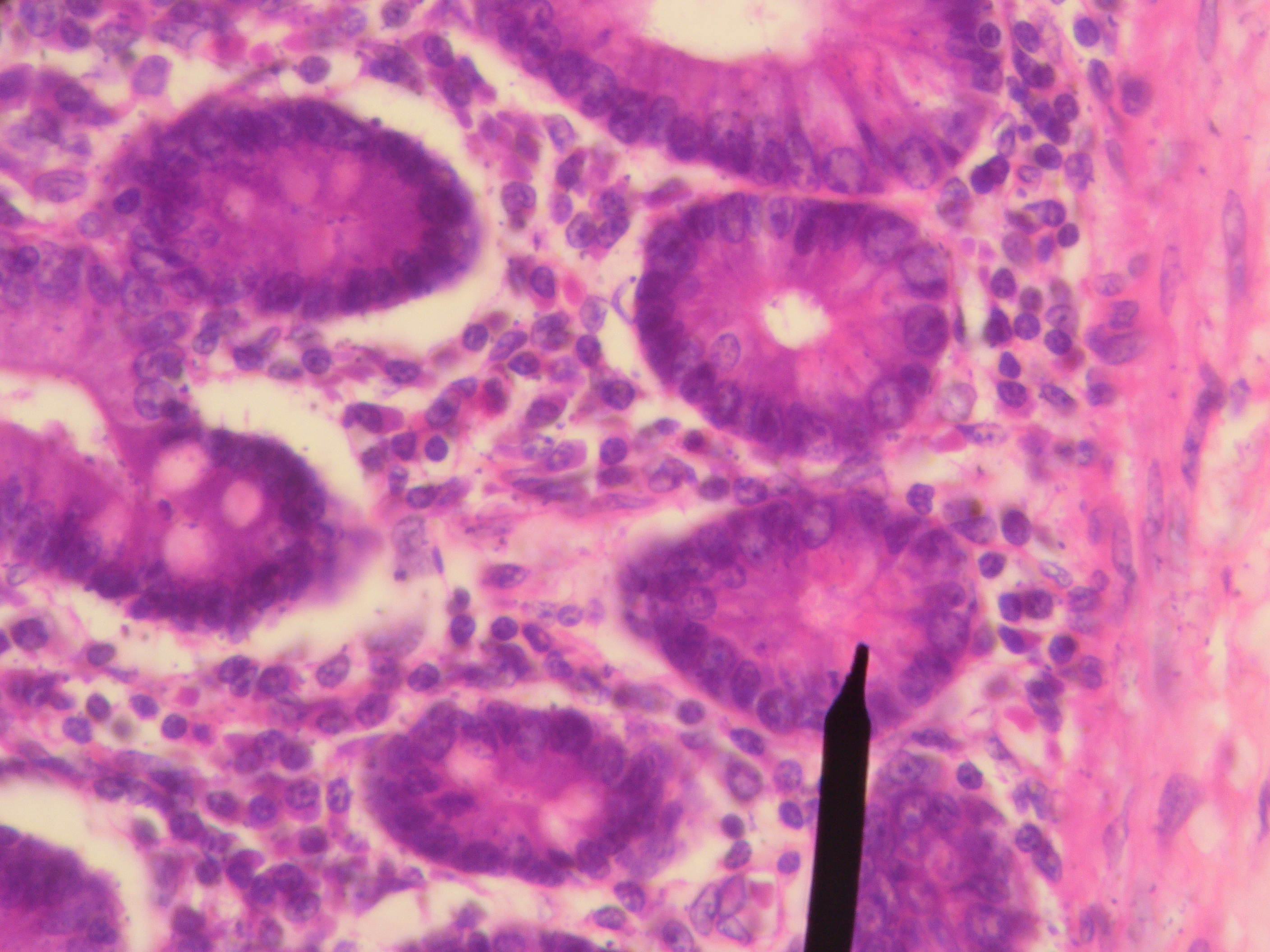
Tingidas com H-E, possuem grânulos apicais grandes e acidófilos e núcleo basal.

Celulas de Paneth são células do intestino delgado com função antibacteriana, antifúngica e antiviral. Possuem grânulos que contêm hidratos de carbono, proteínas e zinco radioactivos. Vivem de 18 a 23 dias, enquanto as outras células do intestino vivem de 3 a 5 dias.

## Localização
São encontradas de 5 a 12 células de Paneth no fundo das criptas de Lieberkühn no epitélio do intestino delgado de diversos animais, inclusive do homem. Também podem ser encontradas no apêndice. Costumam ficar próximas a células multipotentes, provavelmente para protegê-las, garantindo uma constante formação de novas células saudáveis.

## Secreção
Células de Paneth são estimuladas a secretar defensinas alfa entéricas (criptidina), lisozima e fosfolipase A2 quando expostas a ambos os tipos de bactérias (gram-positivas e gram-negativas) ou aos produtos bacterianos (como lipopolissacarídeos, dipeptídeos e lipídio A).
Também produzem fator de necrose tumoral alfa, para destruir células possivelmente cancerígenas e angiogenina 4, que também possui função antibacteriana e antifúngica. 